# Điểm tiếp xúc
Điểm tiếp xúc, hay còn gọi là điểm chạm (Tiếng Anh: Touchpoint) là điểm tương tác gián tiếp hoặc trực tiếp của khách hàng với doanh nghiệp mà mục tiêu là chuyển những đối tượng đang nhắm đến trở thành khách hàng trung thành, mang lại những trải nghiệm tích cực (theo McKinsey & Company)
Cụ thể hơn, điểm tiếp xúc là một thông điệp hoặc là cách mà doanh nghiệp dùng để tiếp cận với thị trường mục tiêu của họ, để khách hàng có cơ hội nhìn thấy, nhận biết thương hiệu, sản phẩm hay dịch vụ của mình một cách dễ dàng.
Điểm tiếp xúc tồn tại dưới dạng hữu hình như poster, pano,... và vô hình như âm thanh, video,... để thu hút sự chú ý của khách hàng vào thương hiệu. Trong truyền thông tiếp thị (IMC), điểm tiếp xúc là một nhân tố hết sức quan trọng, nó có ảnh hưởng xuyên suốt quá trình mua (Customer Journey Mapping) của khách hàng từ hành vi trước khi mua và cả sau khi mua.

## Vai trò của điểm tiếp xúc trong marketing
- Tạo trải nghiệm xuyên suốt và nhiều cảm xúc cho khách hàng nhằm thuyết phục khách hàng mua hàng.
- Xây dựng một hệ thống những điểm tiếp xúc hoàn chỉnh và chính xác bằng sơ đồ hay danh sách là hết sức quan trọng đối với các nhà hoạch định chiến lược thương hiệu và tiếp thị truyền thông, từ đó lập ra những kế hoạch chi tiết hơn nhằm giúp khách hàng có được những trải nghiệm thương hiệu ấn tượng và giảm thiểu lãng phí khi đầu tư cho số lượng điểm tiếp xúc mà khách hàng không có cơ hội tiếp xúc và tương tác.
- Thiết lập một hệ thống các điểm tiếp xúc khác biệt sẽ khiến khách hàng ấn tượng với doanh nghiệp tạo sự gắn kết và trung thành.

## Các loại điểm tiếp xúc
Trong hành trình khách hàng từ trước khi mua hàng đến sau khi mua hàng trải qua các giai đoạn khác nhau, trong đó giao tiếp giữa khách hàng và doanh nghiệp hay thương hiệu xảy ra liên tục thông qua các điểm tiếp xúc. Các loại điểm tiếp xúc xuất phát từ các nguồn khác nhau, từ điểm tiếp xúc do doanh nghiệp tạo ra, điểm tiếp xúc nội tại, điểm tiếp xúc ngoài mong đợi đến điểm tiếp xúc do khách hàng tạo ra.

### Điểm tiếp xúc do doanh nghiệp tạo ra
Điểm tiếp xúc do doanh nghiệp tạo ra là điểm tiếp xúc được tạo ra và kiểm soát bởi chính doanh nghiệp.
Các điểm tiếp xúc này là những phương thức truyền thông đã được lên kế hoạch trước để truyền đạt một thông điệp cụ thể nào đó của doanh nghiệp thông qua các kênh như quảng cáo biểu ngữ in ấn, quảng cáo trực tuyến, những standee hoặc màn hình LCD được trưng bày ở các cửa hàng,...
Các điểm tiếp xúc do doanh nghiệp tạo ra thường hoạt động theo cách khá truyền thống, hiển thị rõ ràng thông điệp mà doanh nghiệp muốn truyền đạt, được doanh nghiệp sử dụng để quảng cáo sản phẩm, dịch vụ trực tiếp cho khách hàng.
Việc tạo ra và sử dụng những điểm tiếp xúc này đều nằm trong kế hoạch chủ động của doanh nghiệp và liên tục được cập nhật, điều chỉnh với những thông điệp khác nhau.
Một ví dụ về điểm tiếp xúc do doanh nghiệp tạo ra là thương hiệu Milo (đồ uống) của Nestlé thường cập nhật và quảng cáo thông điệp của mình qua các kênh truyền thông Phim quảng cáo (TVCm), billboard hay pano,... gần đây nhất là chiến dịch "Năng động Việt Nam".

### Điểm tiếp xúc nội tại
Điểm tiếp xúc nội tại cũng là điểm tiếp xúc được tạo ra từ phía doanh nghiệp và được sử dụng khi khách hàng đang trong cửa hàng hay đang trong hành động mua sản phẩm hoặc dịch vụ của doanh nghiệp.
Các điểm tiếp xúc nội tại thường thiên hướng về những cảm nghĩ chân thực của một người, thường là qua cảm nhận thực tế mà khách hàng thấy được khi mua hàng. Các thông điệp của doanh nghiệp có thể được truyền tải, chia sẻ giữa người quản lý dịch vụ khách hàng hoặc nhân viên và khách hàng.
Điểm tiếp xúc nội tại rất quan trọng trong việc truyền tải thông điệp và phương thức hoạt động của doanh nghiệp hay thương hiệu, dù là ở các cửa hàng gia đình hay ở các cửa hàng lớn, các doanh nghiệp đa quốc gia.
Một ví dụ về điểm tiếp xúc nội tại là khi khách hàng đang tìm kiếm hoặc trong hành động mua sản phẩm ở cửa hàng như Điện máy XANH hay Thegioididong.com sẽ được các nhân viên tư vấn, giới thiệu, hướng dẫn cách sử dụng những sản phẩm,...  trong suốt quá trình mua hàng.

### Điểm tiếp xúc ngoài mong đợi
Những điểm tiếp xúc này doanh nghiệp không thể tạo ra hay kiểm soát vì đây là kết quả của những trải nghiệm có thực và do nhân viên hoặc các nhân tố khác quyết định.
Các điểm tiếp xúc ngoài mong đợi nằm ngoài sự kiểm soát của các doanh nghiệp và thương hiệu nhưng có thể bị ảnh hưởng bởi các hoạt động kinh doanh của doanh nghiệp. Các điểm tiếp xúc này là sự giao tiếp từ các bên liên quan bên ngoài và ảnh hưởng đến sự hài lòng của khách hàng.
Các điểm tiếp xúc ngoài mong đợi phụ thuộc vào các hành động và quyết định của các khách hàng đã từng mua hàng đến kinh nghiệm trước, trong và sau khi mua hàng của họ.
Không chỉ khách hàng mà các nhân viên cũng tạo ra các điểm tiếp xúc ngoài mong đợi khi họ kể về cách ứng xử của các nhân viên trong một doanh nghiệp, mức lương, hoặc các việc khác xảy ra trong doanh nghiệp với gia đình và bạn bè của họ. Tất cả những điểm tiếp xúc này mang đến các kết quả bất ngờ cho doanh nghiệp hay thương hiệu, dù là tích cực hay tiêu cực, đều có khả năng ảnh hưởng đến uy tín và danh tiếng của sản phẩm, dịch vụ của doanh nghiệp hay thương hiệu đó.
Một ví dụ về điểm tiếp xúc ngoài mong đợi là khi một nhân viên giới thiệu với bạn bè về những giá trị họ thấy được qua quá trình làm việc tại doanh nghiệp A, hay những ứng viên chia sẻ về trải nghiệm phỏng vấn với doanh nghiệp B trên trang Facebook cá nhân của mình... hay một nhân tố độc lập bên ngoài doanh nghiệp chia sẻ quan điểm, đánh giá của họ về doanh nghiệp.

### Điểm tiếp xúc do khách hàng tạo ra
Khá giống với các điểm tiếp xúc ngoài mong đợi, các điểm tiếp xúc do khách hàng tạo ra là sự giao tiếp trực tiếp giữa khách hàng và doanh nghiệp hay thương hiệu nhưng không diễn ra hành động mua.
Không giống với các loại điểm tiếp xúc khác, các điểm tiếp xúc do khách hàng tạo ra chỉ được tạo ra bởi khách hàng để truyền đạt lại những kinh nghiệm họ nhận được từ doanh nghiệp trực tiếp trở lại cho doanh nghiệp.
Những điểm tiếp xúc do khách hàng tạo ra đặc biệt khó kiểm soát trực tiếp nhưng vẫn có thể được quản lý một cách hiệu quả và có thể truyền đạt một thông điệp tích cực cho khách hàng thông qua các hành động như bàn trợ giúp hoặc các hướng dẫn. Những điểm tiếp xúc này, được tạo bởi khách hàng và truyền đạt trực tiếp đến các doanh nghiệp, là những cách hiệu quả để doanh nghiệp giữ liên lạc với khách hàng kể cả khi họ đã kết thúc việc mua hàng, giúp doanh nghiệp phát triển thương hiệu và xây dựng cơ sở khách hàng.
Một ví dụ về điểm tiếp xúc do khách hàng tạo ra là khách hàng phản hồi với doanh nghiệp về thái độ nhân viên không tốt hay khách hàng phản hồi sự hài lòng của mình đối với sản phẩm hoặc dịch vụ của doanh nghiệp.

## Điểm tiếp xúc trong hành hình khách hàng (Customer Journey)
Quá trình ra quyết định của khách hàng chịu ảnh hưởng rất lớn từ các điểm tiếp xúc thương hiệu. Bằng việc tưởng tượng doanh nghiệp trong vai trò một khách hàng, doanh nghiệp sẽ làm gì, nói gì, nghĩ gì khi bắt đầu tiếp xúc với một thương hiệu, ghi nhận lại tất cả những hành động, lời nói, thái độ, xác định các điểm tiếp xúc thương hiệu và kết thúc quá trình tưởng tượng này, doanh nghiệp kết nối các dữ liệu, thay đổi, thêm hoặc bớt các điểm tiếp xúc đó. Dưới đây là mô tả về đặc điểm của khách hàng gắn với những điểm tiếp xúc trong ba giai đoạn là trước khi mua hàng, trong khi mua hàng và sau khi mua hàng.

### Trước khi mua hàng
Đây là giai đoạn khách hàng nhận ra được nhu cầu của mình, lần đầu tiên tiếp xúc với thương hiệu và tích cực tìm kiếm thông tin về thương hiệu. Sau khi tìm hiểu, họ bắt đầu cân nhắc, so sánh các thương hiệu với nhau thông qua các điểm tiếp xúc như quảng cáo, mạng xã hội, website doanh nghiệp, người thân, bạn bè (word of mouth).... Vì vậy trong giai đoạn này doanh nghiệp cần nỗ lực trong việc tạo ra được đa dạng các điểm tiếp xúc nhằm đem đến cho khách hàng sự liền mạch trong hành trình trải nghiệm cũng như tạo được nội dung thu hút, thông điệp ngắn gọn, dễ hiểu và đảm bảo cho việc kiểm soát các điểm tiếp xúc.

### Trong khi mua hàng
Ở giai đoạn này, khách hàng đã quyết định mua sản phẩm hoặc dịch vụ của một thương hiệu thông qua việc tìm kiếm thông tin và so sánh ở trên nhưng quá trình ra quyết định của khách hàng vẫn chưa hoàn tất. Vai trò của các điểm tiếp xúc trong giai đoạn này cũng không kém phần quan trọng, nó ảnh hưởng đến quyết định mua hay không mua của khách hàng.
Điểm tiếp xúc trong giai đoạn này bao gồm: vị trí cửa hàng, các yếu tố kích thích đến các giác quan của khách hàng trong không gian cửa hàng (cách bày trí, hương thơm, âm nhạc...), yếu tố về con người (nhân viên bảo vệ, nhân viên bán hàng, admin...), yếu tố về sản phẩm (bao bì,...) và những yếu tố khác tùy theo mỗi ngành hàng khác nhau. Dưới đây là một số điểm tiếp xúc cho giai đoạn trong khi mua hàng
- Xác định vị trí khách hàng đang tìm kiếm một cách dễ dàng để có thể tiếp xúc với một thương hiệu, sản phẩm hoặc dịch vụ trước khi khách hàng tiếp xúc với một thương hiệu khác.
- Không gian cửa hàng: Tạo cho khách hàng sự thoải mái, dễ chịu khi bước chân vào cửa hàng qua việc bày trí cửa hàng, mùi hương thơm nhẹ, không gian tươi xanh,...
- Bao bì: Bao bì của một sản phẩm hoặc cách thương hiệu truyền tải hình ảnh phải đại diện cho một thương hiệu và sản phẩm hoặc dịch vụ của nó. Tương tự như vị trí, bao bì cần thu hút sự chú ý của người tiêu dùng theo cách sẽ khuyến khích họ mua thương hiệu đó hơn một thương hiệu khác.
- Nhân viên: Cần đào tạo nhân viên về những kiến thức về sản phẩm và các kỹ năng giao tiếp với khách hàng, từ đó nâng cao niềm tin của khách hàng đối với doanh nghiệp.

### Sau khi mua hàng
Đây là giai đoạn doanh nghiệp cần biết cách giữ chân khách hàng và tạo cho khách hàng sự hài lòng nhất có thể, điều này không chỉ khiến doanh nghiệp có được tệp khách hàng trung thành mà những khách hàng này sẽ là những “đại sứ thương hiệu” đầy tiềm năng cho doanh nghiệp. Họ sẽ là những người chia sẻ về thương hiệu của doanh nghiệp cho người thân, bạn bè, thậm chí họ còn là những người bảo vệ cho thương hiệu khi có bất cứ chuyện gì xảy ra. Và điều đặc biệt là chính họ sẽ là những “nhà tiếp thị tiềm năng” tạo ra lòng tin và thu hút những khách hàng mới bởi vốn dĩ khách hàng sẽ tin tưởng hơn khi nhận chia sẻ từ những “nhà tiếp thị tiềm năng” này. Dưới đây là một số điểm tiếp xúc cho giai đoạn sau khi mua hàng
- Hiệu suất của sản phẩm/dịch vụ: Chất lượng của sản phẩm hoặc dịch vụ của thương hiệu sau khi mua phản ánh hình ảnh thương hiệu và có thể xác định liệu khách hàng có quay lại mua hàng từ thương hiệu đó hay không. Điều quan trọng là trở lại với giai đoạn mua trước khi khách hàng sẽ chia sẻ phản hồi của họ với người khác, tích cực hoặc tiêu cực.
- Các chương trình khách hàng thân thiết mang đến cho khách hàng một động lực để mua thêm sản phẩm của một thương hiệu nếu họ biết rằng họ sẽ được thưởng.
- Khảo sát sự hài lòng của khách hàng thông qua các cuộc khảo sát điện thoại, thư điện tử hay trực tuyến và đánh giá, xếp hạng sản phẩm, dịch vụ của doanh nghiệp. Từ đó cung cấp thông tin phản hồi về sản phẩm, dịch vụ của doanh nghiệp và ý định trở lại của khách hàng.
- Bảo hành sản phẩm, dịch vụ hỗ trợ khách hàng sau khi mua hàng đảm bảo khách hàng hài lòng với sản phẩm, dịch vụ của doanh nghiệp sau khi mua hàng.
- Các quy trình thanh toán.

## Cách sử dụng điểm tiếp xúc hiệu quả
Có 4 bước để doanh nghiệp hay thương hiệu triển khai thực hiện các điểm tiếp xúc một cách hiệu quả từ đó đạt được kết quả thành công trong thị trường.
- Bước 1: Xác định những khách hàng quan trọng nhất.
- Bước 2: Tập trung đầu tư vào các điểm tiếp xúc khách hàng đem lại lợi nhuận nhiều nhất.
- Bước 3: Đặt các mục tiêu thực tế để thực hiện.
- Bước 4: Thường xuyên theo dõi và xem lại diễn biến hoạt động và hiệu suất của các điểm tiếp xúc.

Ngoài ra, doanh nghiệp nên xác định và cải thiện các điểm tiếp xúc hiện có, đầu tư cho các điểm tiếp xúc kỹ thuật số, học hỏi từ các doanh nghiệp lớn thành công để có thể thu hút và mang lại cho khách hàng những trải nghiệm khách hàng tốt nhất từ đó chinh phục khách hàng thông qua các điểm tiếp xúc một cách tốt hơn.
Trong một thị trường thay đổi và phát triển nhanh chóng, các nhà Marketing phải đối mặt với thách thức trong việc lựa chọn điểm tiếp xúc và những kênh truyền thông để đầu tư. Lựa chọn đúng điểm tiếp xúc và kênh truyền thông để đầu tư giúp doanh nghiệp đạt hiệu quả trong việc chinh phục khách hàng, thu được lợi nhuận nhiều hơn. Ngược lại, đầu tư sai điểm tiếp xúc và kênh truyền thông khiến doanh nghiệp phải chịu chi phí lớn hơn nhưng có thể không thu hút được nhiều khách hàng.
Doanh nghiệp cần tập trung trực tiếp vào các điểm tiếp xúc để triển khai chúng tốt hơn, thường xuyên kiểm tra và đo lường hiệu quả của các điểm tiếp xúc, qua đó giúp doanh nghiệp có thể tập trung rõ ràng vào những mục tiêu mà doanh nghiệp đang cố gắng đạt được.
Làm cho các điểm tiếp xúc kết nối với nhau để cùng tạo ra trải nghiệm tốt về doanh nghiệp và thương hiệu, chứ không phải chỉ là sự ghép nối những phần riêng lẻ, giúp doanh nghiệp và thương hiệu có thể chinh phục khách hàng tốt hơn, hiệu quả hơn thông qua hệ thống các điểm tiếp xúc. Một chuỗi các ấn tượng được trải nghiệm thông qua các điểm tiếp xúc về giá trị doanh nghiệp và thương hiệu được lặp lại trên hành trình khách hàng sẽ giúp cải thiện và tạo dựng nhận thức về doanh nghiệp và thương hiệu.

## Bảy điểm tiếp xúc chính

### Yếu tố không gian
Yếu tố không gian nói về khía cạnh vật lý và kỹ thuật mà người dùng tiếp cận, nó bao gồm sự tiện nghi của cửa hàng, màu sắc, âm thanh, mùi hương, giao diện... kích thích đến các giác quan và để lại sự ấn tượng.
Khi bước vào các cửa hàng tiện lợi như Family Mart hay Circle K, điều đầu tiên bạn có thể nhận thấy là các mặt hàng được sắp xếp ngăn nắp và khá bắt mắt so với các tạp hóa truyền thống khác. Điều này giúp khách hàng nhanh chóng lựa chọn và dễ dàng tìm kiếm sản phẩm mình đang cần.
Apple tạo ra được ấn tượng mạnh mẽ đối với khách hàng khi họ luôn thiết kế những khu trưng bày như là một phòng khám đặc biệt luôn có sự giúp đỡ của nhân viên . Chính điều này đã khiến cho khách hàng của Apple thấy rõ được sự khác biệt và ngày càng bị thu hút vào không gian của doanh nghiệp

### Yếu tố công nghệ
Ứng dụng điện thoại, website hiện nay là các công cụ giúp cho doanh nghiệp có thể tương tác và kết nối đến khách hàng nhanh nhất. Đặc biệt, những ứng dụng điện thoại cho sản phẩm và dịch vụ là một phần không thể thiếu để có thể nhanh chóng thu hút và tăng thêm tính trải nghiệm cho khách hàng.
Điểm tiếp xúc về công nghệ cần được thiết kế với giao diện dễ sử dụng, không làm cho khách hàng cảm thấy rối mắt. Hơn nữa, màu sắc cũng như cách thiết kế giao diện trang web hay ứng dụng cần phải được chỉn chu và khoa học để tạo được ấn tượng tốt hơn cho khách hàng.

### Yếu tố truyền thông
Yếu tố truyền thông được thể hiện qua các thông điệp mang tính xúc tiến, thông tin tham khảo hoặc có thể là một mục quảng cáo nào đó. Điểm tiếp xúc này thường xuất hiện ở các hình thức như email, tờ rơi, quảng cáo trên truyền hình, quảng cáo trên mạng xã hội, tin nhắn điện thoại ... Yếu tố này thể hiện nhiều nhất qua các kênh truyền thông dưới sự kiểm soát của doanh nghiệp.
Khi sử dụng email để truyền thông điệp đến khách hàng mục tiêu, điều mà doanh nghiệp cần chú ý là nội sung của email phải ngắn gọn, xúc tích. Tuy nhiên, cần diễn đạt câu từ để người nhận cảm thấy được xem trọng hơn, không bị tổn thương vì khi sử dụng email, chúng ta đã bỏ qua giai đoạn giải thích ý nghĩa của từ ngữ cũng như biểu cảm như khi giao tiếp trực tiếp, dễ bị người khác hiểu lầm nếu như câu chữ cục mịch.
Thông thường ta có thể bắt gặp hai hình thức phổ biến là điểm tiếp xúc thương hiệu và điểm tiếp xúc phi thương hiệu. Điểm tiếp xúc thương hiệu liên quan đến các ngành dựa vào dịch vụ thông qua các cuộc gọi điện, nhân viên liên hệ. Các cửa hàng bán lẻ, siêu thị thì điểm tiếp xúc thường xuất hiện ở các bảng hiệu, tương tác với nhân viên, không gian bày trí sản phẩm. Các điểm tiếp xúc này thường được tạo ra bởi chính doanh nghiệp đó. Truyền thông phi thương hiệu đề cập đến những điểm tiếp xúc có nguồn gốc từ sự tương tác giữa khách hàng và thương hiệu thông qua các blog, website, video, truyền hình,...

### Yếu tố quy trình
Yếu tố quy trình nói về các điểm tiếp xúc trong hành trình để khách hàng có được sản phẩm như: thời gian chờ đợi, điều hướng và quy trình dịch vụ. Thời gian chờ đợi có thể là khi bạn đang xếp hàng mua bánh mì, chờ đợi người giao hàng tới. Điều hướng và quy trình dịch vụ hướng đến mục đích muốn khách hàng có thể đi xung quanh cửa hàng trong lúc chờ đợi hoặc cách mà doanh nghiệp có thể xử lý nếu hàng hóa có sự cố như khách hàng muốn đổi trả hàng hoặc thậm chí là không muốn lấy chúng.
Khoảng thời gian từ khi khách hàng phát hiện được sản phẩm đến khi quyết định mua nó sẽ xuất hiện nhiều điểm tiếp xúc như thấy quảng cáo, truy cập vào website xem sản phẩm, trao đổi trên các trang mạng xã hội như Facebook, Instagram, ...
Doanh nghiệp thường sẽ tập trung chủ yếu vào các phương tiện truyền thông xã hội để lắng nghe và tương tác với mục đích muốn khách hàng luôn đồng hành với thương hiệu. Sử dụng GPS sẽ giúp cho doanh nghiệp xác định được những khách hàng gần đó và cũng giúp cho người tiêu dùng dễ dàng lựa chọn nơi mua sắm gần nhất.

### Tương tác giữa nhân viên và khách hàng
Một trong những yếu tố quan trọng để đưa khách hàng nhanh chóng đi đến quyết định mua và quay lại sử dụng dịch vụ (sản phẩm) của doanh nghiệp đó chính là sự tương tác giữa khách hàng và nhân viên. Nhân viên có thời gian để tìm hiểu và trao đổi với khách hàng của mình, từ đó nắm bắt được những gì quan trọng và cần thiết đối với họ. Điều quan trọng là phải làm cho khách hàng tin tưởng và cảm thấy mình là một phần của thương hiệu này.
Starbucks đã rất thành công trọng việc tạo ra sự tương tác giữa khách hàng và nhân viên rất tốt. Khách hàng được chào hỏi và phục vụ nhiệt tình từ nhân viên, tên của khách hàng được viết lên cốc và được gọi tên khi phục vụ. Nhân viên được đào tạo các kỹ năng để giao tiếp với khách hàng tốt hơn, họ có thẻ nhớ đồ uống cũng như khẩu vị riêng của từng khách hàng.
Thông qua con đường tương tác trên các phương tiện truyền thông xã hội, tìm kiếm trên website và ứng dụng di động, người tiêu dùng đang để lại nhiều thông tin trên các điểm tiếp xúc, chẳng hạn như khi họ tìm kiếm thông tin hoặc truy cập một điểm đến cụ thể. Điều này thể hiện các cơ hội sau đây cho nhân viên: đầu tiên họ sẽ biết những gì người tiêu dùng sẽ tìm kiếm và là người đầu tiên cung cấp nó cho họ. Thứ hai là cơ hội để tăng tầm quan trọng của thương hiệu bằng cách làm khách hàng hài lòng hơn khi sử dụng sản phẩm (dịch vụ) của doanh nghiệp. Bằng cách cho phép khách hàng tương tác với trải nghiệm kinh doanh thông qua mạng xã hội, họ cho phép khách hàng chia sẻ ý tưởng, câu hỏi và đề xuất. Nhân viên có khả năng tạo ra các tương tác tích cực cho khách hàng, khả năng đáp ứng nhanh chóng và phù hợp với trải nghiệm khách hàng.
Trong quá trình tương tác giữa nhân viên và khách hàng, bảy điểm tiếp xúc thường xuyên được áp dụng như điện thoại, email, thư thoại, thư, fax, gặp mặt và nhắn tin tức thì sẽ làm tăng hiệu quả hơn và giúp khách hàng cảm nhận được tầm quan trọng của mình đối với doanh nghiệp.

### Tương tác với người dùng trước
Yếu tố lớn ảnh hưởng đến khách hàng khi họ có thể bị tác động bởi những sản phẩm thay thế khác, đó là: “đánh giá của người tiêu dùng khác”. Thường thì khách hàng sẽ tìm kiếm thông tin từ kinh nghiệm của những người mua trước, có thể là gia đình, bạn bè, trao đổi trên các kênh trực tuyến, mạng xã hội.
Doanh nghiệp cần làm cho khách hàng thỏa mãn để họ có thể nhớ về và từ đó họ sẽ trở thành công cụ quảng cáo tuyệt vời cho thương hiệu. Yếu tố quan trọng là lòng tin của khách hàng, bởi vì khi một người mang sản phẩn (dịch vụ) để giới thiệu cho người khác tức là họ mang cả uy tín các nhân ra để đảm bảo, bởi vậy mà việc tạo niềm tin cho khách hàng rất quan trọng.

### Tương tác với sản phẩm[9]
Tương tác sản phẩm bao gồm: chất lượng của sản phẩm, các loại sản phẩm, tương tác trực tiếp và gián tiếp với sản phẩm. Khách hàng tiếp xúc với sản phẩm sẽ cho ra cảm nhận khác nhau và doanh nghiệp thường rất ít khi có thể nắm bắt được cảm xúc của khách hàng khi dùng sản phẩm. Những yếu tố về bao bì, hình dáng, kích thước sản phẩm sẽ ảnh hưởng rất lớn đến trải nghiệm của người tiêu dùng thực sự có tốt hay không.

## Điểm tiếp xúc kỹ thuật số (Digital Touchpoints)

### Sự chuyển đổi của khách hàng
Điểm tiếp xúc sẽ ngày càng lớn mạnh và nhanh chóng bao phủ khách hàng hơn nếu như kênh kỹ thuật số được nhân lên. Khách hàng ở thời đại kỹ thuật số có những hành vi khác biệt so với khách hàng truyền thống, họ quan tâm và trao đổi nhiều hơn trên mạng xã hội, các kênh trực tuyến. Vì vậy, để điểm tiếp xúc đến nhanh hơn với đối tượng mục tiêu, các kênh kỹ thuật số cần phải được đẩy mạnh.
Khoảng 60 đến 70% Millennials và Gen Z sử dụng các hoạt động hỗ trợ bằng giọng nói như Siri và Alexa (nhiều hơn 1,7 lần so với những khách hàng truyền thống.Mặt khác, khách hàng có xu hướng cá nhân hóa các điểm tiếp xúc, ngay cả khi họ chưa tương tác với một công ty, họ vẫn mong muốn được doanh nghiệp biết đến. Theo nghiên cứu, khách hàng có mong muốn xem các đề xuất được cá nhân hóa gấp 2,1 lần so với việc không được doanh nghiệp xem trọng (khách hàng không có những đề xuất được cá nhân hóa) 
Khi mua hàng, các kênh thương mại điện tử, ứng dụng điện thoại trở thành công cụ đắc lực vì sẽ giúp khách hàng tìm kiếm và tham khảo sản phẩm nhanh hơn.
Quảng cáo cá nhân hóa là công cụ được sử dụng phổ biến nhất hiện nay, điển hình là Facebook đã thực hiện khá thành công trong việc tiếp cận đến nhu cầu riêng của từng người dùng. Có nhiều hình thức cho việc cá nhân hóa mục tiêu: theo nhân khẩu học và tâm lý, cá nhân hóa theo chân dung khách hàng tiềm năng của doanh nghiệp.

### Làm thế nào để cải thiện điểm tiếp xúc kỹ thuật số

#### Xác định từng điểm tiếp xúc và đánh giá sự tương tác các vị trí
Cần tìm các điểm tiếp xúc trong quá trình phân tích trang web và kết quả tìm kiếm cho doanh nghiệp. Điều gì xuất hiện trong phần trích dẫn khi khách hàng tiềm năng tìm kiếm tên thương hiệu hoặc từ khóa của doanh nghiệp? Những bài đăng nào trên trang web của doanh nghiệp là phổ biến nhất?

#### Cải thiện tương tác
Doanh nghiệp muốn trang đích của mình có tỷ lệ chuyển đổi cao, doanh nghiệp biết điều gì đó không hoạt động tốt trên trang đích của mình, từ đó xem xét để chuyển đổi. Một điều lưu ý ở đây là hãy suy nghĩ về những gì có thể đang hoạt động không tốt đối với website.

#### Thực hiện những cải tiến
Chỉnh sửa trang đích bằng một ý tưởng nào đó, ví dụ: thay đổi từ ngữ trên nút CTA, thay đổi về màu sắc...

#### Đo lường hiệu quả
Sau một vài tuần đo lường hiệu quả nhận được dựa theo mục tiêu đã thiết lập.

#### Đánh giá kết quả
Nếu mọi thứ không theo như ý doanh nghiệp muốn hãy thử dùng những ý tưởng khác để cải tiến và tiếp tục đo lường và đánh giá.

### Những ví dụ về điểm tiếp xúc kỹ thuật số
Trong cuộc sống hiện đại ngày nay, tương tác đầu tiên rất có thể sẽ là điểm tiếp xúc kỹ thuật số. Dưới đây là một số ví dụ về những cơ hội có thể tạo nên ấn tượng đầu tiên và lâu dài cực kỳ quan trọng

#### Điểm tiếp xúc công cụ tìm kiếm
Đây là điểm tiếp xúc thông qua các công cụ tìm kiếm như Google, Bing, Yahoo, Baidu,...
Mỗi trang web của doanh nghiệp cũng có thể trở thành kết quả tìm kiếm cho một cụm từ khóa quan trọng. Điều này khiến doanh nghiệp cần phải suy nghĩ nhiều hơn về thông điệp sẽ được hiển thị khi xuất hiện trên các công cụ tìm kiếm.
Nếu doanh nghiệp muốn tạo cho mọi người một ấn tượng tốt về bản thân thì nên làm tốt ở điểm tiếp xúc này vì đây có thể là ấn tượng đầu tiên mà mọi người sẽ có về doanh nghiệp.
Gồm hai loại là tối ưu hóa trang web (miễn phí) và chiến dịch Pay Per Click.
Đối với tối ưu hóa trang web doanh nghiệp không phải trả tiền, chỉ cần tìm đúng các phương pháp để tối ưu hóa các trang web của mình nhằm nâng cao thứ hạng trên các công cụ tìm kiếm.
Ví dụ: Google là công cụ tìm kiếm sử dụng các tiêu đề và mô tả để tạo ra một danh sách trong kết quả tìm kiếm của họ. Google cũng có thể sử dụng các đoạn trích ngắn để truyền đạt thông tin liên quan hơn nhiều đến các kết quả tìm kiếm. Các trang kết quả của công cụ tìm kiếm sẽ liệt kê mười kết quả không phải trả tiền, mỗi trang trong đó các doanh nghiệp và các đối thủ cạnh tranh mạnh nhất của họ đều nằm trên cùng một cột.
Pay Per Click là cách hiển thị thông điệp quảng cáo trên phần liên kết được tài trợ, được trả phí để quảng cáo, trong trang kết quả của các công cụ tìm kiếm khi người dùng tìm kiếm những từ khóa có liên quan. Tuy có trả phí để quảng cáo nhưng doanh nghiệp cũng cần tối ưu hóa trang web để có thể thu hút và giữ chân khách hàng.
Ví dụ: Ở trang tìm kiếm đầu tiên của Google thường sẽ hiển thị tối đa ba trang web được chi trả để quảng cáo hay còn gọi là được tài trợ nằm ở vị trí đầu tiên

#### Điểm tiếp xúc trang đích
Trang đích là thứ mà các công cụ tìm kiếm hướng đến người dùng. Nếu các trang kết quả của công cụ tìm kiếm là ấn tượng đầu tiên của người dùng về doanh nghiệp thì các trang đích có thể được hiểu như là “lần tiếp xúc đầu tiên”. Trang mà người dùng được dẫn đến dựa trên nhu cầu tìm kiếm không chỉ liên quan đến từ khóa tìm kiếm đã dẫn họ đến đó mà còn phải truyền đạt được tính chất và tính cách của doanh nghiệp.
Có 3 chìa khóa để làm “lần tiếp xúc đầu tiên” này thành công, khiến cho người dùng dừng lại, dành thời gian xem những gì mà doanh nghiệp bày ra trên các trang đích của mình đó là liên kết với các thuật ngữ tìm kiếm, truyền đạt thông tin thực sự hữu ích và truyền đạt cách mà doanh nghiệp dự định để làm tăng một trải nghiệm tích cực cho họ.

#### Điểm tiếp xúc trang chủ
Tuy trang đích là “lần tiếp xúc đầu tiên” giữa người dùng và doanh nghiệp nhưng trang chủ mới là trang cửa vào cho một tỷ lệ lớn khách truy cập, cả từ các công cụ tìm kiếm và lượng truy cập trực tiếp và đây cũng là một điểm tiếp xúc quan trọng để lôi kéo khách hàng tìm hiểu về sản phẩm của doanh nghiệp và mua hàng.
Trang chủ đại diện cho một cơ hội lớn để nhận diện doanh nghiệp, nhưng nó cũng là một thách thức lớn khi doanh nghiệp phải liên kết một tập hợp đa dạng khách truy cập. Do đó, chìa khóa cho một trang chủ thành công là sự rõ ràng. Doanh nghiệp nên cho khách truy cập biết được trang này nói về cái gì, khách truy cập có thể tìm thấy thông tin họ cần ở đâu và tại sao khách truy cập nên chọn doanh nghiệp.

#### Điểm tiếp xúc truyền thông xã hội
Các kênh truyền thông xã hội cần phải thể hiện chính xác hình ảnh thương hiệu mà doanh nghiệp muốn xây dựng bởi vì đây có thể là nơi đầu tiên khách hàng biết đến doanh nghiệp.

#### Điểm tiếp xúc quảng cáo hiển thị
Quảng cáo hiển thị là quảng cáo cho sản phẩm, dịch vụ của doanh nghiệp được hiển thị ở các trang web khác, các điểm tiếp xúc này thường hiệu quả trong những chiến dịch đeo bám quảng cáo, khi các sản phẩm mà khách hàng đã xem trước đây trên trang web của một doanh nghiệp được quảng cáo trên các trang web khác nhờ vào cookie.

#### Điểm tiếp xúc blog
Blog có thể được viết để cung cấp thông tin, hoặc để nhắm đến đối tượng mục tiêu của thương hiệu. Chúng có thể đặc biệt hữu ích nếu được chia sẻ với phương tiện truyền thông mạng xã hội để khiến người xem truy cập trang web của một thương hiệu.

#### Điểm tiếp xúc ứng dụng di động
Ứng dụng di động cho phép người dùng tải chúng xuống điện thoại và truy cập trực tiếp vào catalog sản phẩm và sử dụng các tính năng khác hay đánh giá chất lượng sản phẩm và dịch vụ của doanh nghiệp.

#### Điểm tiếp xúc email
Điểm tiếp xúc này có thể được sử dụng để gửi tin nhắn quảng cáo, thông báo trực tiếp đến hộp thư đến trong email của người dùng nếu doanh nghiệp có địa chỉ email của họ.

### Cách để cải thiện điểm tiếp xúc

#### Xác định từng điểm tiếp xúc và đánh giá sự tương tác các vị trí
Cần tìm các điểm tiếp xúc trong quá trình phân tích trang web và kết quả tìm kiếm cho doanh nghiệp. Điều gì xuất hiện trong phần trích dẫn khi khách hàng tiềm năng tìm kiếm tên thương hiệu hoặc từ khóa của doanh nghiệp? Những bài đăng nào trên trang web của doanh nghiệp là phổ biến nhất?

#### Cải thiện tương tác
Doanh nghiệp muốn trang đích của mình có tỷ lệ chuyển đổi cao, doanh nghiệp biết điều gì đó không hoạt động tốt trên trang đích của mình, từ đó xem xét để chuyển đổi. Một điều lưu ý ở đây là hãy suy nghĩ về những gì có thể đang hoạt động không tốt đối với website.

#### Thực hiện những cải tiến
Chỉnh sửa trang đích bằng một ý tưởng nào đó, ví dụ: thay đổi từ ngữ trên nút CTA, thay đổi về màu sắc...

#### Đo lường hiệu quả
Sau một vài tuần đo lường hiệu quả dựa theo mục tiêu đã thiết lập.

#### Đánh giá kết quả
Nếu mọi thứ không theo như ý doanh nghiệp muốn hãy thử dùng những ý tưởng khác để cải tiến và tiếp tục đo lường và đánh giá.